# رافد المصري
رافد زياد المصري (10 أغسطس 1982) هو سباح ألماني سابق من أصل سوري، متخصص في سباقات السرعة الحرة. وهو أيضًا بطل وطني لألمانيا أربع مرات، وحاصل على الميدالية الذهبية في سباق 50 مترًا حرة للرجال في دورة الألعاب الآسيوية 2006 في الدوحة، قطر، ممثلاً سوريا.

## روابط خارجية
- ملف أولمبياد NBC